# Hua Hin
Hua Hin (tajski: หัวหิน) – miasto turystyczne nad Zatoką Tajlandzką, 200 km na południe od Bangkoku. Hua Hin ma 84 883 mieszkańców, obszar miasta ma 86,36 km². Hua Hin jest rejonem w Prachuap Khiri Khan.

## Historia
W 1834 roku, w prowincji Phetchaburi była wielka susza. Rolnicy byli zmuszeni przenieść się bardziej na południe i założyli wioskę Hua Hin (po polsku „kamienna głowa”).
W 1921 roku dyrektor kolei państwowej, książę Puraczatra, zbudował hotel kolejowy nad plażą (obecny Sofitel hotel). Królowi Prajadhipokowi (Rama VII) spodobała się wioska Hua Hin i zbudował w niej letni pałac Klai Kangwon (po polsku „Z daleka od problemów”). Pałac ten był siedzibą króla Bhumibola Adulyadeja (Rama IX).
Do 1932 roku Hua Hin był tylko częścią rejonu Pranburi. W 1949 roku Hua Hin stał się rejonem w Prachuap Khiri Khan.
Po skończeniu budowy kolei na południe, Hua Hin stał się bardzo popularną miejscowością turystyczną.

## Miasto Hua Hin
Hua Hin ma czterokilometrową plażę. Wszystkie pięciogwiazdkowe hotele są położone blisko plaży. Głównymi atrakcjami turystycznymi oprócz pałacu Klai Kangwon są pałac Mareukatajawan i stacja kolejowa w Hua Hin.

## Sport
W mieście rozgrywane są kobiece turnieje tenisowe rangi ITF.
Istnieje tutaj także klub piłki nożnej, Hua Hin City F.C., założony w 2011 roku i grający w tajskiej lidze Regional League Division 2.